# Túnel de Woodhead
El túnel de Woodhead (nombre original en inglés: Woodhead Tunnel) es un conjunto de tres galerías paralelas de 3 millas (4,8 km) de longitud cada una, que atraviesan los montes Peninos, en el Norte de Inglaterra (Reino Unido). Forman parte de la Línea de Woodhead, un importante antiguo enlace ferroviario que permitía conectar las ciudades de Mánchester y Sheffield. Las embocaduras occidentales de los túneles están situadas en Woodhead (Derbyshire), mientras que las orientales se encuentran en Dunford Bridge, cerca de Penistone (Yorkshire del Sur).
El primer túnel, Woodhead 1, fue construido por el Ferrocarril de Sheffield, Ashton-under-Lyne y Mánchester, iniciándose las obras en 1837. Fue diseñado por el ingeniero ferroviario Charles Blacker Vignoles, que posteriormente fue sustituido por el ingeniero civil Joseph Locke. Cuando se inauguró en 1845, era uno de los túneles ferroviarios más largos del mundo y el primer túnel transpenino.
Woodhead 2 se completó en 1853. Ambos túneles eran difíciles de mantener debido a su estrecha sección y al tráfico pesado, estimado en alrededor de 250 trenes por día en cualquier sentido. Como ambos túneles eran demasiado angostos para permitir su electrificación, se decidió construir un tercer túnel en la década de 1950. Woodhead 3 se inauguró en 1953, casi 100 años después que Woodhead 2.
Aunque se recomendó el cierre de la Línea de Hope Valley en el Informe Beeching, en cambio, el gobierno decidió suspender los servicios de pasajeros en la Línea de Woodhead, supuestamente debido al alto costo de mejorar y modernizar la ruta. En 1970, los últimos servicios de pasajeros atravesaron el túnel, pero la línea continuó albergando trenes de mercancías. El último tren pasó por los túneles en 1981, cuando se cerró definitivamente la línea.
Los túneles se mantienen y ahora se utilizan para otros fines. Son propiedad de National Grid, que usó Woodhead 1 y 2 para transportar cables eléctricos y, en 2008, instaló cables de manera controvertida en Woodhead 3, lo que crearía dificultades para restablecer los servicios ferroviarios. Esta última actuación generó una considerable campaña mediática en su contra.

## Historia

### Woodhead 1

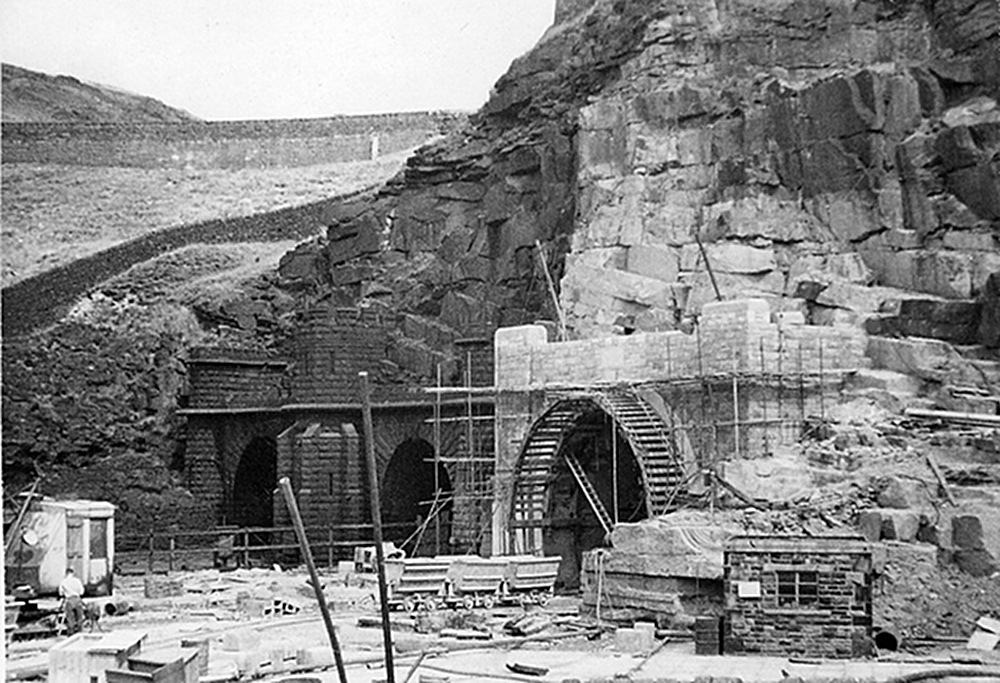
Embocaduras oeste de Woodhead 1 & 2 al fondo, con Woodhead 3 en construcción en primer plano (1953)

El primer túnel de Woodhead, también conocido como túnel sur, fue realizado por el Ferrocarril de Sheffield, Ashton-under-Lyne y Mánchester (SA&MR). Los trabajos comenzaron tan pronto como la línea obtuvo en 1837 su Acta de Incorporación en el Parlamento, y los trabajos en el túnel comenzaron en octubre de 1838, aunque su diseño no se finalizó hasta abril de 1839.
Charles Blacker Vignoles fue designado ingeniero por el SA&MR. Había estudiado la ruta entre Sheffield y Mánchester, reconociendo la necesidad del túnel de Woodhead. Vignoles fue responsable del diseño y las especificaciones del túnel y participó en otras actividades de la empresa, incluida la recaudación de fondos. Su decisión de utilizar sus propios recursos para comprar acciones bajo el supuesto entendimiento de que no tendría que pagar el precio total generó una discusión al respecto, y renunció a su cargo en 1838.
El trazdo de la línea del ferrocarril se marcó sobre la superficie del terreno, y desde allí se excavaron cinco pozos verticales hasta alcanzar la rasante del túnel, que comenzó a excavarse en horizontal desde el fondo de los pozos. Aunque se había comprado suficiente terreno como para construir dos galerías, se decidió que solo se construiría una. La perforación del túnel atravesó un terreno compuesto en gran parte por areniscas compactas intercaladas con lutitas argiláceas  y areniscas menos resistentes. Te proyectó con una pendiente de 1 en 201, elevándose hacia el este. Se suspendieron cables por cada pozo, desde los que se determinó el eje del trazado por medio de un teodolito. La precisión fue tal que los errores de alineación quedaron por debajo de las 3 pulgadas (7,6 cm).
Después de que Vignoles renunció a continuar con la ejecución de la obra, el ingeniero civil Joseph Locke asumió el cargo de consultor y evaluó de nuevo el proyecto. Los costos estimados se duplicaron de la cifra de 98.467 libras esterlinas prevista por Vignoles a alrededor de 200.000 libras esterlinas y los contratistas recibieron especificaciones nuevas y muy detalladas. Locke supervisó la construcción y dispuso medidas para prever numerosas contingencias. Poco después de asumir el cargo, informó que la cantidad de agua que se encontraba requería bombas más potentes. Aunque el número de personas empleadas llegó a 1500, generalmente había alrededor de un máximo de 400 obreros en el túnel debido al espacio limitado para trabajar. Se estimó que se consumieron alrededor de 157 toneladas de pólvora durante las operaciones de voladura, mientras que se bombearon más de 8 millones de metros cúbicos de agua durante la construcción. El primer túnel se completó durante 1845.
Cuando se completó, Woodhead 1 fue uno de los túneles ferroviarios más largos del mundo, con una longitud total de 3 millas y 13 yardas (4839.9 m). Fue el primer túnel ferroviario transpenino que se construyó, precediendo a los túneles de Standedge y al túnel de Totley, que son un poco más largos. La construcción del túnel había costado aproximadamente 200.000 libras (actualmente unos 21.1 millones de £). El costo humano fue alto: 30 personas perdieron la vida, 200 trabajadores resultaron mutilados y 450 sufrieron algún tipo de lesión debido a las duras condiciones del trabajo.
Woodhead 1 está en peores condiciones que Woodhead 2; ha sufrido varios colapsos y no es apto para disponer cableado ni para el transporte.

### Woodhead 2

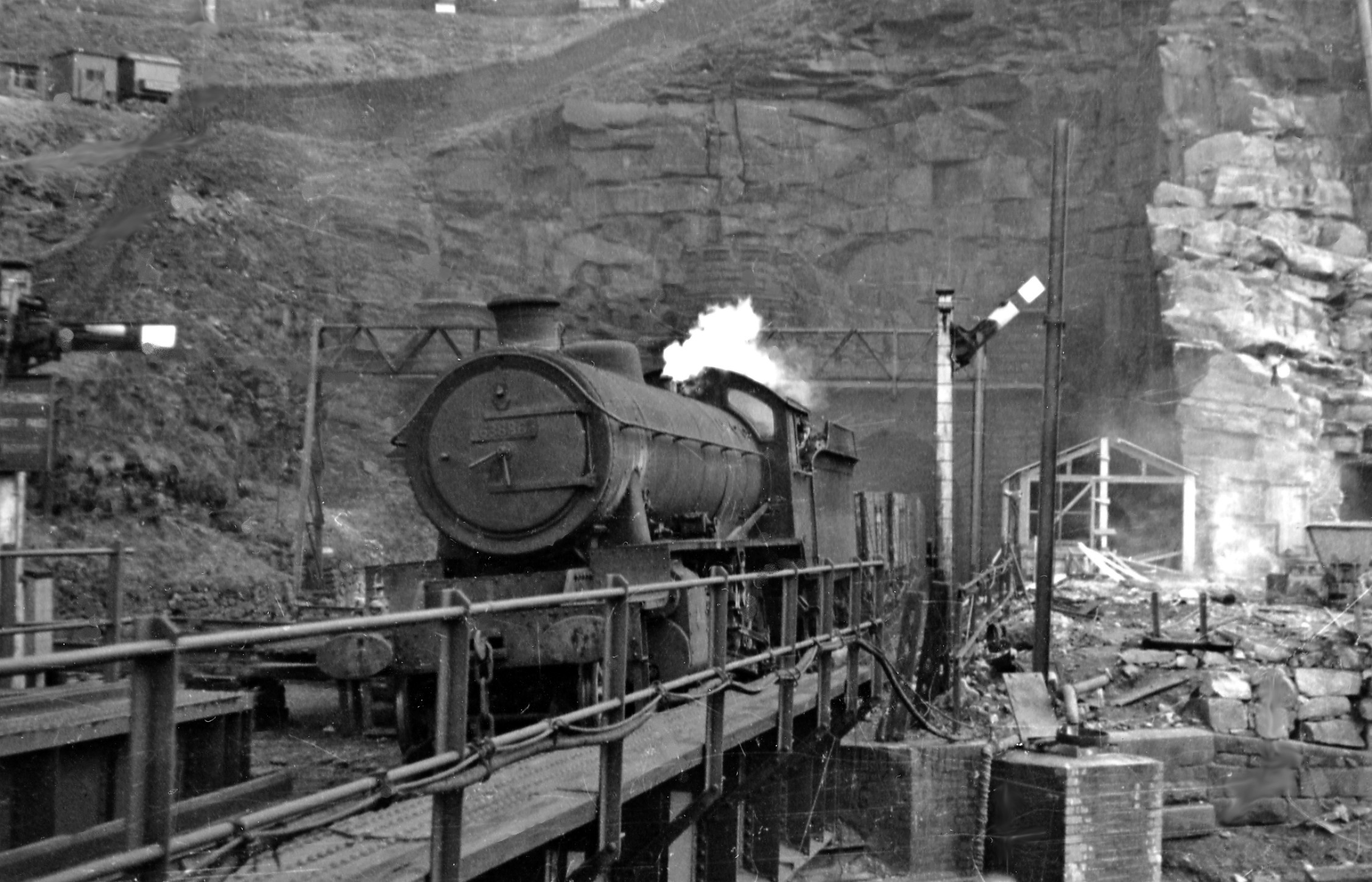
Un tren carbonero saliendo del túnel de Woodhead, en abril de 1950

La segunda perforación, también conocida como túnel norte, fue realizada por el Ferrocarril de Mánchester, Sheffield y Lincolnshire. Su construcción se aceleró gracias a la decisión de realizar durante la obra del primer túnel 25 galerías laterales de conexión con Woodhead 1, en previsión de una segunda perforación. Aunque se tuvo más cuidado durante su construcción, en cuanto a las condiciones de seguridad, un brote de cólera entre la mano de obra registrado en 1849 se tradujo en 28 muertes. En enero de 1852, se descubrió un abultamiento en la pared de la seeción central del túnel, que tuvo que ser reconstruida. Más adelante ese mismo año se pudo completar Woodhead 2.
Poco después de la apertura, los túneles gemelos vieron un uso intensivo de los trenes de vapor, con un promedio de 250 trenes por día en cada dirección. El tráfico tuvo un gran efecto en la economía de la ruta hasta bien entrada la década de 1950. Los túneles adquirieron una reputación negativa, y se afirmaba que constituían un entorno operativo deficiente y eran difíciles de mantener, en parte debido al elevado nivel del tráfico ferroviario.
Las tripulaciones de los trenes describieron los túneles como "agujeros infernales" debido a sus estrechos orificios, en un ambiente claustrofóbico y lleno de hollín. La decisión de electrificar la ruta durante la década de 1950 se tomó en parte para eliminar las emisiones producidas por la tracción a vapor y diésel. Los túneles eran demasiado angostos para acomodar la catenaria necesaria para la electrificación de la ruta y se decidió cerrar ambos túneles en 1953, después de la finalización del túnel de Woodhead 3, con una sección mucho más amplia.
Desde 1963, la compañía National Grid ha utilizado Woodhead 2 para llevar el enlace de electricidad trans-Pennino de 400 kV bajo el Peak District. Dentro del túnel se ha instalado un ferrocarril de vía estrecha (con un ancho de vía de 2 pies (610 mm)) para los ingenieros de servicio. En enero de 2008 se iniciaron los trabajos de traslado del cable eléctrico desde el túnel norte hasta Woodhead 3.

### Woodhead 3

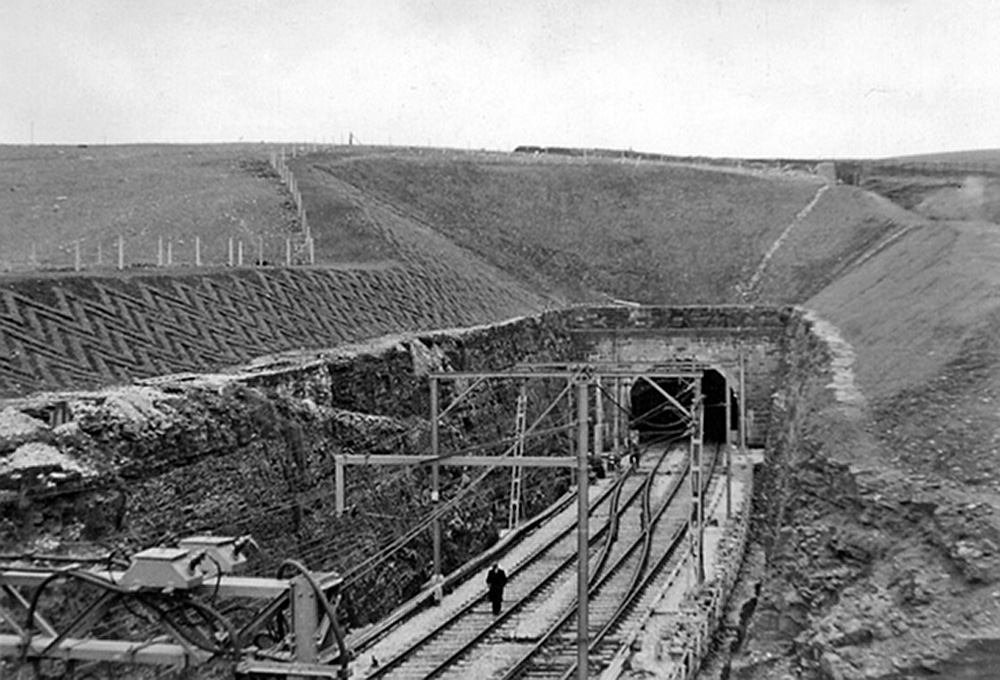
La boca este de Woodhead 3 poco antes de abrirse al tráfico en 1954

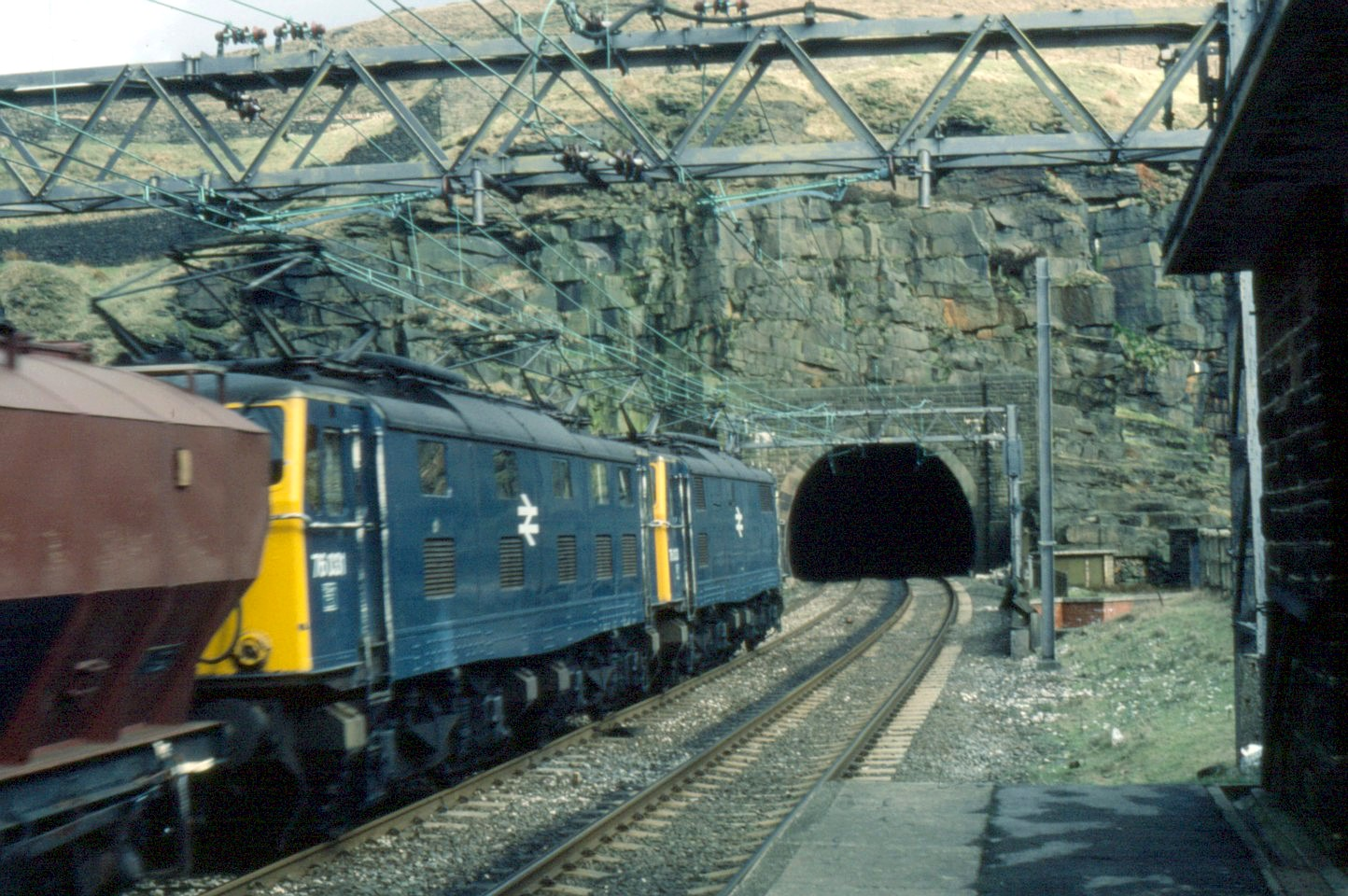
Un tren a punto de entrar en la boca occidental de Woodhead 3, poco antes de su cierre en 1981

Woodhead 3 fue algo más largo que las otras dos galerías, y midió 3 millas y 66 yardas (4888.4 m). Se perforó para permitir la electrificación de la ruta Mánchester–Sheffield–Wath. La línea se electrificó a 1.500 V en corriente continua. Fue diseñado por Sir William Halcrow & Partners, y su altura de 7,6 metros (8,3 yd) fue dictada por los requisitos del Ministerio de Transportes.
La construcción de Woodhead 3 no estuvo exenta de desafíos, produciéndose dos derrumbes del techo de la galería durante 1951, ambos alrededor de la misma zona. Para solventar esta debilidad se instalaron en este tramo una serie de arcos de crucería. Se instaló un revestimiento de hormigón armado en todo el túnel (con un espesor mínimo de 530 milímetros (21 plg)) y se construyó un túnel de derivación adyacente para mejorar el acceso y la ventilación. La nueva perforación está separada del túnel más cercano 21,4 metros (23,4 yd). Esta proximidad resultó ventajosa, ya que facilitó la colocación de las vías. Los viejos túneles sirvieron de sistema de drenaje, dado que el agua continuó filtrándose en los predecesores de Woodhead 3, de forma que el contenido de agua de la roca circundante se redujo, minimizándose así las infiltraciones en el nuevo túnel.
El trabajo en el nuevo túnel se completó durante 1953. Woodhead 3 fue inaugurado oficialmente por el ministro de transporte Alan Lennox-Boyd el 3 de junio de 1954. Había costado 4,3 millones de libras (actualmente unos 132 millones de £), y seis personas perdieron la vida durante las obras.
En la década de 1960, se hizo una propuesta para cerrar el túnel al tráfico ferroviario y utilizarlo para transportar un tramo de una autopista de Mánchester a Sheffield a través de los Peninos. Solo se construyó una pequeña sección de la autopista M67, dentro del Gran Mánchester, y Woodhead 3 nunca fue utilizado por el tráfico rodado.
Durante 1970, los últimos servicios de pasajeros atravesaron el túnel: el último tren lo atravesó el 17 de julio de 1981.
Durante 2007, National Grid plc, compañía propietaria de los túneles, propuso trasladar los cables eléctricos de los túneles más antiguos a Woodhead 3. Esto generó una considerable controversia, ya que Woodhead 3 ya no estaría disponible para su posible reutilización por el tráfico ferroviario en el futuro. Los grupos de protesta abogaron por que se reservase para facilitar dicha reapertura.

## Ubicación de las embocaduras
| Bocas de Woodhead       | 0 millas (0,00 km)    | 53°29′45″N 1°49′47″O / 53.4957, -1.8298 |
| Pozo de ventilación 1   | 1,13 millas (1,82 km) | 53°30′14″N 1°48′22″O / 53.5038, -1.8060 |
| Pozo de ventilación 2   | 2,35 millas (3,78 km) | 53°30′45″N 1°46′49″O / 53.5124, -1.7802 |
| Bocas de Dunford Bridge | 3 millas (4,83 km)    | 53°31′03″N 1°45′56″O / 53.5174, -1.7655 |

## Propuestas para reabrir el túnel al tráfico ferroviario
En 1999, los partidarios del Ferrocarril Central lanzaron una propuesta para el túnel Woodhead como parte de un plan para unir Liverpool y Londres con una nueva línea de carga de gran calibre aprovechando el trazado de la Línea Principal Gran Central.
En 2002, Trans-Pennine Rail Group, compuesto por consejos de condado, autoridades unitarias, el ejecutivo de transporte de pasajeros (PTE) y la Autoridad de Parques Nacionales del Distrito de los Picos presentó una serie de estudios al Comité Selecto de Transporte, que identificó el interés de los licitadores de la franquicia ferroviaria Trans-Pennine en la reapertura la ruta de Woodhead (aunque en 2007 se disolvió Trans-Pennine Rail Group y sus responsabilidades se transfirieron a la Northern Way y North West Rail Campaign).
En julio de 2003, un departamento de la mancomunidad del Gran Mánchester presentó a través del Instituto Colegiado de Logística y Transporte un informe ante un comité parlamentario, indicando que la compañía Arriva estaba interesada en reabrir la Línea de Woodhead como parte de una oferta por la Franquicia Ferroviaria Trans-Penina.
Por su parte, en 2006 'Translink' propuso la reapertura del túnel como vía para el transporte ferroviario de mercancías. La propuesta fue apoyada por grupos que se oponían a la construcción del bypass de Longdendale propuesto, un proyecto con un coste de obra estimado en 180 millones de libras para evitar Mottram in Longdendale, Hollingworth y Tintwistle. El túnel era un medio alternativo para manejar parte del tráfico y reducir la necesidad del desvío.
Los dos túneles de la época victoriana, reperforados a un diámetro más amplio similar al del Eurotúnel, se consideraron como un componente clave de la ruta principal de este a oeste de la línea de alta velocidad High Speed UK, una alternativa al High Speed 2 y al High Speed 3.

## Situación actual

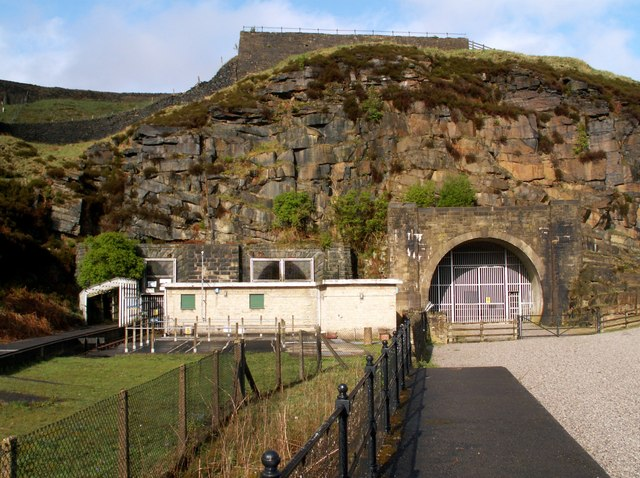
Las bocas occidentales de los túneles de Woodhead en 2008, desde la antigua estación de Woodhead. Las galerías 1 y 2 a la izquierda, detrás del andén, y la galería 3 a la derecha

Woodhead 1 permanece en mal estado y sin usar. Durante varias décadas, Woodhead 2 ha transportado cables eléctricos para el National Grid que a principios de la década de 2000 estaban llegando al final de su vida operativa. National Grid propuso instalar nuevos cables en Woodhead 3, lo que impedirían su recuperación para el tráfico ferroviario. Los túneles más antiguos no son aptos para el paso de trenes debido a su mal estado.
En julio de 2007, el Parque Nacional del Distrito de los Picos expresó su preocupación por los planes para colocar cables en Woodhead 3, y observó que ya no se podría utilizar para el tráfico ferroviario. En septiembre de 2007, la Oficina del Gobierno de las Midlands del Este indicó que era poco probable que la ruta se utilizara de nuevo para el tráfico ferroviario y se negó a intervenir. El 4 de diciembre de 2007, 57 diputados firmaron una moción en la Cámara de los Comunes, presentada por Graham Stringer, expresando su preocupación por el tendido de cables en un túnel que era viable para el tráfico ferroviario. El 18 de diciembre, una respuesta escrita en la Cámara de los Comunes declaró que el tendido de cables en el túnel no impediría la apertura de la ruta al tráfico ferroviario. El 23 de enero de 2008, el Departamento de Transporte dijo que solo estarían disponibles los túneles más antiguos, que estaban en malas condiciones. En diciembre de 2007, la organización Campaign for Better Transport hizo campaña para mantener Woodhead 3 disponible para el tráfico ferroviario. El 8 de enero de 2008, "Northern Way", una colaboración entre tres Agencias de Desarrollo Regional del Norte (Yorkshire Forward; Northwest Regional Development Agency; y One NorthEast), pidió al gobierno que garantizara la posible reutilización de los túneles de Woodhead para su uso ferroviario en el futuro. The Northern Way había publicado previamente afirmaciones de que el beneficio económico del túnel podría llegar a los 10.000 millones de libras esterlinas a nivel nacional, de los cuales se había previsto que 3.500 millones de libras esterlinas se generarían en el norte.
El 15 de enero de 2008, alrededor de cien manifestantes se reunieron al final del túnel de Woodhead, protestando contra su reutilización prevista para transportar cables eléctricos. Por esta época, se estableció un grupo de campaña, originalmente llamado "Save the Woodhead Tunnel"; se le cambió el nombre a "Re-open the Woodhead Tunnel" al año siguiente. El 24 de enero de 2008 se iniciaron los trabajos preparatorios del túnel, aunque esto no puso fin a las protestas.
El 18 de enero de 2012, durante un debate en el parlamento, Angela Smith pidió la reapertura de la ruta de Woodhead, pero se le informó que la línea no era una prioridad como parte del Northern Hub debido a la capacidad disponible en la Línea de Hope Valley.
En 2012, la compañía Balfour Beatty instaló nuevos cables eléctricos a través del túnel que se colocaron individualmente en conductos aislados con hormigón y arena a la salida del túnel para la conexión con la primera torre eléctrica. Se eliminó la antigua estructura de acero galvanizado sobre el río Etherow. El túnel tiene un suelo de hormigón plano y paredes y techo con acabado también de hormigón. Los cables corren por ambos lados del túnel unidos a una estructura metálica. Seis cables corren en cada pared, cada uno de 12 pulgadas (30,5 cm) de diámetro con aislamiento grueso y otros conductos y cables corren por el piso. En el extremo oeste, los antiguos andenes de hormigón y asfalto aún se mantienen en pie.
El 5 de noviembre de 2013, se decidió sellar los túneles victorianos, tras la decisión de no comprárselos a National Grid. El ministro de Transporte, Stephen Hammond, declaró que un nuevo túnel sería una mejor opción si la ruta se volviera a utilizar para el tráfico ferroviario, y que la línea de Hope Valley tenía la capacidad de adaptarse al crecimiento previsible.